# مار ربات

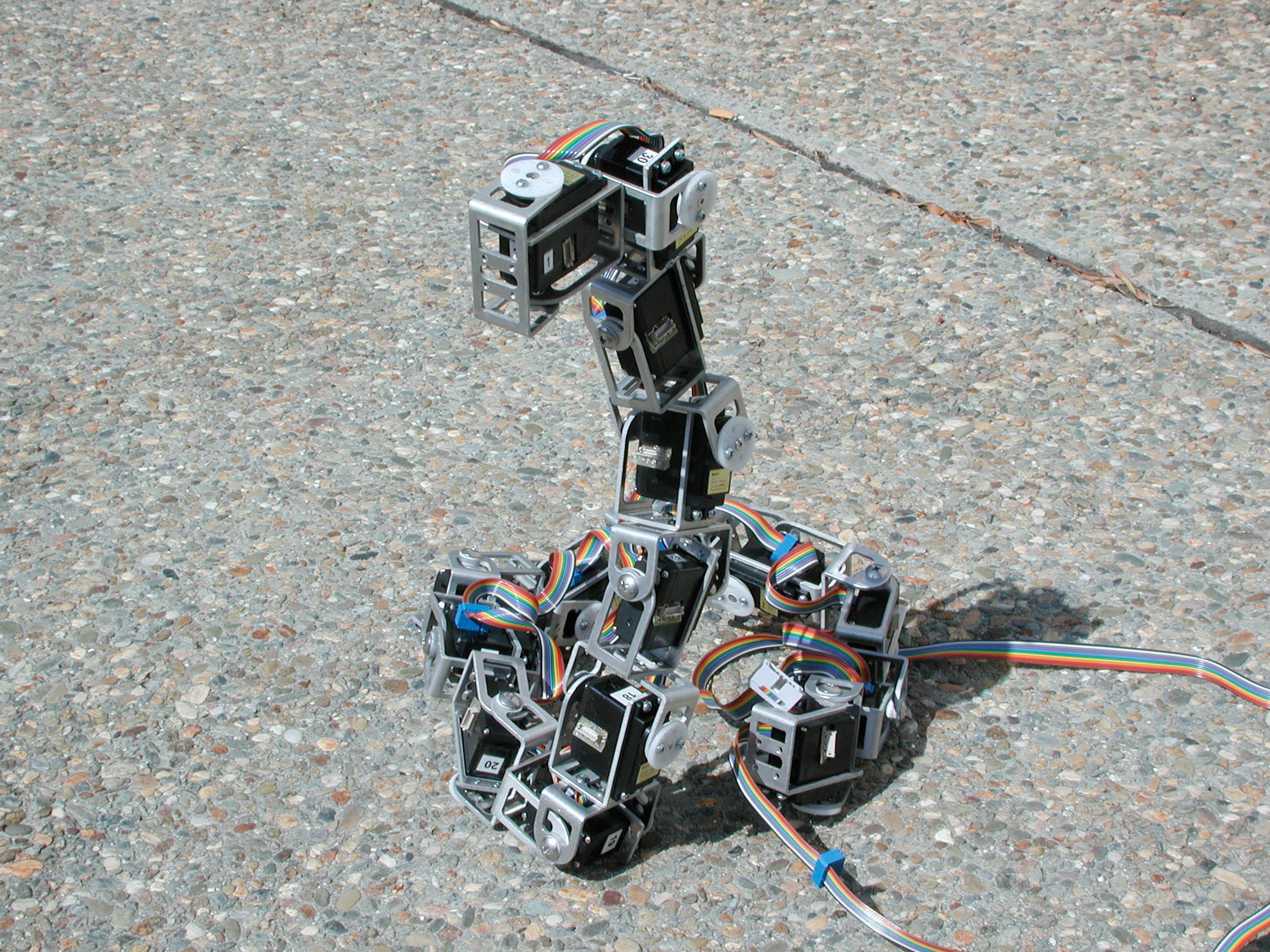
یک مار ربات نسل دوم از ناسا که توانایی پرورش را نشان می‌دهد

مار ربات یا مارربات (به انگلیسی: SnakeBot) که به عنوان یک ربات مار نیز شناخته می‌شود، یک ربات بیش از حد زیست‌ریخت (biomorphic) است که شبیه یک مار زیست‌شناختی است. ربات‌های مار شکل‌ها و اندازه‌های مختلفی دارند، از چهار طبقه (ربات مار زلزله‌ای که توسط SINTEF ساخته شده است) تا یک ربات مار پزشکی که در دانشگاه کارنگی ملون ساخته شده است که به اندازه‌ای نازک است که بتواند پیرامون اندام‌های درونی حفره سینه انسان مانور دهد. اگرچه مار ربات‌ها می‌توانند از نظر اندازه و طراحی بسیار متفاوت باشند، دو ویژگی وجود دارد که همه مارربات‌ها مشترک هستند. اولاً، نسبت‌های کوچک مقطع به طول به آنها اجازه می‌دهد تا در فضاهای تنگ حرکت کنند و در آن مانور دهند. دوم، توانایی آنها در تغییر شکل بدن به آنها اجازه می‌دهد تا طیف گسترده‌ای از رفتارها را انجام دهند، مانند بالا رفتن از پله‌ها یا تنه درختان. علاوه بر این، بسیاری از ربات‌های مار با زنجیر کردن چندین حلقه مستقل به یکدیگر ساخته می‌شوند. این افزونگی آنها را در برابر شکست مقاوم می‌کند زیرا حتی اگر بخش‌هایی از بدنشان از بین رفته باشد، می‌توانند به کار خود ادامه دهند. ویژگی‌هایی مانند زمین‌پذیری بالا، افزونگی و امکان آب‌بندی کامل بدنه ربات، ربات‌های مار را برای کاربردهای عملی و از این رو به عنوان یک موضوع پژوهشی بسیار جالب می‌کند. مارربات‌ها با یک ربات بازوی مار متفاوت است زیرا انواع مارربات معمولاً خودکفاتر هستند، جایی که یک ربات بازوی مار معمولاً دارای مکانیک‌های راه دور از خود بازو است که احتمالاً به یک سامانهٔ بزرگ‌تر متصل است.